# Leda (planetoïde)
(38) Leda is een planetoïde in de planetoïdengordel tussen de banen van de planeten Mars en Jupiter. Leda draait in 4,54 jaar om de zon, in een ellipsvormige baan die ongeveer 7° helt ten opzichte van de ecliptica. De afstand tot de zon varieert tijdens een omloop tussen de 2,328 en 3,159 astronomische eenheden.

## Ontdekking en naamgeving
Leda werd op 12 januari 1856 ontdekt door de Franse astronoom Jean Chacornac in Parijs. Chacornac had eerder al drie andere planetoïden ontdekt (in 1853 (25) Phocaea, in 1854 (33) Polyhymnia en in 1855 (34) Circe) en zou in totaal zes planetoïden ontdekken.
Leda is genoemd naar Leda, in de Griekse mythologie een koningin van Sparta en de moeder van Helena van Sparta.

## Eigenschappen
Leda wordt door spectraalanalyse ingedeeld bij de C-type planetoïden, wat betekent dat ze een relatief laag albedo heeft en een donker oppervlak. C-planetoïden zijn rijk in organische verbindingen. Leda draait in bijna 13 uur om haar eigen as.